# Miltochrista gloriosa
Miltochrista gloriosa är en fjärilsart som beskrevs av Moore 1878. Miltochrista gloriosa ingår i släktet Miltochrista och familjen björnspinnare. Inga underarter finns listade i Catalogue of Life.